# プロジェクトFUKUSHIMA!
プロジェクトFUKUSHIMA! （プロジェクトふくしま）は、福島県のアートプロジェクト。東日本大震災発生後の2011年5月8日に、ミュージシャンの遠藤ミチロウ、大友良英、詩人の和合亮一が代表となって設立された。震災後の福島の現状を伝えることを目的としたジャンル横断的なプロジェクトとして、フェスティバル、ワークショップ、動画配信などを行っている。2015年から、山岸清之進が代表を務めている。
2011年には1万人規模の音楽イベント「フェスティバルFUKUSHIMA!」を開催した。連詩の共同制作と集団朗読、参加者公募のオーケストラ、福島県内外の協力による会場用の大風呂敷など、演者と観客、作者と鑑賞者といった関係を越えて参加できるプロジェクトを進めた。大風呂敷はプロジェクトを象徴するビジュアルイメージになり、2013年から始まった盆踊りは県外のイベントにも参加している。

## 時代背景

### 東日本大震災、東京電力福島第一原発事故
2011年3月11日の東北地方太平洋沖地震は、日本の観測史上最大のマグニチュード9.0を記録し、津波を含め東日本に広範な被害を及ぼし、死者は2万人以上におよんだ。津波の影響で東京電力の福島第一原子力発電所はメルトダウンを起こし、この原子力発電所事故によって放射性物質が放出された。
東日本大震災の特徴として、以下のような点があげられる。
1. 被害範囲の広さ：甚大な被害範囲により、情報が不足する人々や不安を持つ人々が多数発生した[5]。
2. 原子力発電所事故：放射線物質の影響で通常の震災よりも復興が遅れ、居住できない地域もあり、不安が残り続けた[5]。
3. 通信技術：ソーシャル・ネットワーク・サービス（SNS）などの通信技術が浸透した時代に起きた[5]。

これらの特徴が合わさることにより、多数の誤情報や流言、デマが拡散される事態も起きた。
福島県は、2010年には「ふるさと暮らし希望地域ランキング」の1位だったが、原発事故によって帰還困難区域が出たほか、風評被害にも見舞われた。県内は、太平洋に面していていわき市がある浜通り、福島市や郡山市がある中通り、会津若松市がある会津の3つの地域に大きく分かれており、気候、方言、文化が大きく異なる。被災や放射線物質の影響も異なるため、複雑な状況となった。

### エンターテイメント、アートへの影響
3月以降に発売予定だったCDタイトルは200以上が延期となり、一般ユーザーに限らずミュージシャンの中でも音楽を聴く気になれないという声があった。イベントも多数が中止された。福島県では、古民家の旧広瀬座を中心とする数千人規模のイベント「FOR座REST」が中止となり、大友は福島での初ライブが実現しなかった。和合は、詩のイベント「福島ニ交差点アリマス」を3月12日に予定していたが中止となった。当時の県内で放射線量が低かった岩瀬郡の岩瀬牧場では、4月17日に花見を兼ねたイベント「岩瀬牧場さくら祭」が開催され、遠藤が参加して野外ライブを行った。
のちにプロジェクトFUKUSHIMA!に協力するライブストリーミングスタジオのDOMMUNEは、震災当日は帰宅難民の避難所となった。番組のアーカイブをリクエストすれば視聴できると避難した人々に申し出たが、全員がニュースの視聴だけを希望した。広告が自粛となり、テレビの民放では公共広告機構（ACジャパン）のCMだけが流された。
社会的文脈を意識するアートを指して「3.11以降のアート」という表現も使われるようになった。震災や原発の人災をめぐる政治的なメッセージを含む作品も増え、竹内公太のパフォーマンス『指差し作業員』（2011年）や、開発好明の『政治家の家』（2012年）なども発表された。放射線については国外からも懸念され、影響は展覧会にも及んだ。2012年6月に福島県立美術館で開催された「ベン・シャーン展」では、画家ベン・シャーンの作品約500点のうちアメリカ合衆国の美術館7館が所蔵する約70点が展示拒否された。他方、あえて帰還困難区域での作品制作や展覧会を行う川久保ジョイやアーティストグループのChim↑Pomらの試みもあった。こうした震災後の状況下で、プロジェクトFUKUSHIMA!は最も早く始まった福島発の大規模アートプロジェクトだった。

## 設立

### 設立の経緯
設立時の代表となった遠藤ミチロウ、大友良英、和合亮一は、いずれも福島県にゆかりがあった。遠藤は二本松市の出身で、大友は10代を渡利ですごし、和合は福島で詩人として活動していた。
震災後の3月16日、和合はのちに『詩の礫』と名付けられる一連の作品をTwitterに投稿して注目された。3月22日、大友は和合の詩をTwitterで知り、その作品が福島を知る窓になっていて、どんな報道よりもリアルなものとして響いたと書いている。
4月4日、遠藤はフリーフェスを8月15日に福島で開催することを大友に提案した。当初遠藤が考えたテーマは「原発なんかクソ喰らえ」だった。大友はイベントが可能かを確かめるために福島へ行き、4月11日から和合をはじめさまざまな人々と交流し、プロジェクトの設立へと進んでいった。和合と大友の会話から「プロジェクトFUKUSHIMA!」の名前が出て、遠藤も賛成した。仮に状況が深刻化して観客が参加できなくなった場合は、遠藤と大友が2人で演奏すればよいと考えた。
4月19日にプロジェクトの結成会議が行われた。プロジェクトについての最も早い言及は、4月28日に東京藝術大学で大友が行った講演にある。「文化の役目について：震災と福島の人災を受けて」と題した講演で、大友はプロジェクトの立ち上げを発表した。

### 設立会見
設立の記者会見は、2011年5月8日に福島駅近くのホテルサンルート福島の「芙蓉の間」で行われ、代表が以下の開催主旨を述べた。
会見では、プロジェクトの内容も発表された。活動は大きく3種類あり、作品を共に作る場、メディアで発信する場、お祭りの場に分けられる。フェスティバルでは音楽の他に詩を読むコーナーがある点や、アマチュアもプロも関係なく参加できるオーケストラの開催が予告された。フェスティバル以外の活動として、福島から情報を発信するストリーミング・スタジオDOMMUNE FUKUSHIMA!の開局、勉強会を行うスクールFUKUSHIMA!の構想も発表された。

### シンボルマーク
プロジェクトのシンボルマークは、DOMMUNE FUKUSHIMA!開局に協力した宇川直宏がデザインした。マークは漫画の吹き出しをモチーフにしており、以下のような意味が込められている。(1) 多くの人々のメッセージを発信してゆきたい。(2) 現状が一言では表せないという複雑さ、(3) 太陽とタイマー、(4) 日の丸に生えたトゲ。トゲを解決するには、トゲを取り除くのではなく、丸が大きくなってトゲを包摂する方法もある。

### メンバー
中心メンバーは、設立の代表である遠藤、大友、和合のほか、山岸清之進、ギタリスト・シンガーの長見順、ドラマーの岡地曙裕、パーカッショニストのASA-CHANG、建築家のアサノコウタ、美術家の中﨑透、配信をするDOMMUNE FUKUSHIMA!の森彰一郎らで構成される。加えて、イベントの設営、オーケストラFUKUSHIMA!の演奏、大風呂敷プロジェクト（後述）などをはじめ多数の参加者がいる。遠藤は2019年4月25日に死去し、5月22日と27日にDOMMUNEで計10時間の追悼番組が配信された。
科学者の協力
設立会見後の福島の放射線量は、福島市中心部で毎時1.5マイクロシーベルト程の値を示していた。プロジェクトに対する批判が届き、福島に人を集めることを殺人行為とみなす意見もあり、代表をはじめとするスタッフへの重圧となった。フェスティバルの開催が懸念されていた時期、5月15日にNHKのETV特集「ネットワークでつくる放射能汚染地図」が放送された。大友は番組に出ていた放射線衛生学者の木村真三に会い、木村がプロジェクトに協力することが決まった。
国外の協力
来日したミュージシャンのアート・リンゼイと大友は6月8日にライブを行い、アートとの話し合いでフェスティバルの輪を広げるためのヒントを得た。国外のアーティストと協同することを大友は考え、世界同時多発イベント（後述）としても進んでいった。
代表の交替
プロジェクト当初から関わっていた山岸清之進は福島出身で、東京でTVディレクターをしつつ鎌倉のルートカルチャーでイベントを開催していた。2014年には遠藤が闘病に入るなど、設立時の代表の継続が困難となる事情もあり、2015年から山岸が代表となった。山岸は、代表を引き継ぐにあたって以下のように述べている。

## 活動

### フェスティバルFUKUSHIMA!
音楽イベント「フェスティバルFUKUSHIMA!」は、当初の予定通り8月15日に開催された。会場は福島市の公園施設である四季の里と、福島県あづま総合運動公園内の野球場であるあづま球場の2箇所となった。入場無料のイベントで、県内外からミュージシャンや観客が集まった。動員はのべ13000人、ライブ配信のビューワーはのべ25万人となり、震災後の福島県での音楽イベントとしては最大規模となった。
ステージは、ウォーターステージ、サブステージ、フラワーステージ、スタジアムステージがあった。プロ・アマを問わずに公募でメンバーを集めたアンサンブル「オーケストラFUKUSHIMA! 」の演奏も行われた。大友は、ミュージシャンではない参加者と音楽を作ることをそれまでにも行なってきており、フェスティバルでも実現した。
2012年は、8月15日から26日にかけて開催された。オープニングイベントのFlag Across Bordersは駅前通りを会場として、大風呂敷から作った旗と、オーケストラFUKUSHIMA!による演奏を行った。クロージングイベントは東京のサントリーホールと配信で結び、大友が作曲したジョン・ケージの追悼曲「マッシュルーム・レクイエム」を同時に演奏した。
2013年からは、盆踊り（後述）が取り入れられた。オリジナルの「ええじゃないか音頭」が作曲され、生バンドによる演奏と、大風呂敷を会場に用いた演出で盆踊りを行い、フェスティバルの恒例となった。同年には、大友が音楽を手がけたNHKの連続テレビ小説『あまちゃん』をきっかけに結成された「あまちゃんスペシャルビッグバンド」も参加するようになった。また、県外のイベントへの参加も始まった（後述）。

### 大風呂敷プロジェクト
大風呂敷プロジェクトは、フェスティバルの準備をする中で誕生した。大友が会場の放射性物質を懸念していたところ、木村真三が、地面にマスキングをすることを提案した。マスキングには、地面からの表面被曝を軽減する効果とともに、靴の裏について拡散することを防ぐ効果もある。ブルーシートを使う案も出たが、より見栄えのよいマスキングを検討し、風呂敷を使うことになった。
風呂敷を縫い合わせて大風呂敷にする制作は、美術家の中﨑透と建築家のアサノコウタが中心となって進めた。当初、中﨑とアサノは会場の広さを考慮して反対したが、「プロジェクトFUKUSHIMA!という大風呂敷を広げてしまったんだから、実際に大風呂敷を広げるのはどうか」という話になり、制作が決まった。大友の呼びかけで全国から風呂敷が寄せられ、8月には毎日段ボール10箱を超える量となり、制作を手伝った人々は地元の他にもさまざまな地域や年齢層におよんだ。送られた風呂敷に添えられたメッセージは、スタッフへの励みにもなった。大友は、福島以外の人も何かやりたいと思ってくれていることや、全国の人々とフェスティバルをするメッセージにもなると考えた。地面の設置や風圧の問題があったが、当日の設営では200人以上が手伝いに参加し、本番を迎えることができた。
大風呂敷は、多数の参加者によるアート作品として拡張していった。フェスティバルまでに縫い合わせた大風呂敷の面積は6000平方メートルを超え、フェスティバル後も制作は続き、札幌芸術祭2017のクロージングイベントでは10000平方メートルを超えた。

### スクールFUKUSHIMA!
詩の学校
2011年7月30日、福島学院大学福島駅前キャンパスで和合を講師とするワークショップとして「詩の学校」が開催された。フェスティバル当日の8月15日にステージで披露する詩の共同制作と集団朗読をする内容で、テーマは「福島を語ろう・詩を作ろう・詩を声を集めよう - 福島連詩の会・福島群読団2011」だった。小学生から高齢者まで福島出身者が参加し、10時から16時にかけて連詩を制作した。
市民科学者養成講座
木村真三による市民科学者養成講座が、2011年8月3日に福島駅に近い会場で開催された。事実にもとづいて放射線物質を考えることを目的とし、ガイガー・カウンターを使った放射線量の測定方法や、汚染地図の作成方法、そして県内各地に暮らす人々との実体験にもとづく質疑応答が行われた。木村は、フェスティバルの参加アーティストやスタッフにも講習を行い、NHKを会場に借りて行った。

### DOMMUNE FUKUSHIMA!
情報発信を目的としたスタジオであるDOMMUNE FUKUSHIMA!は、東京でライブストリーミングをしているDOMMUNEのサテライトスタジオでもある。局長となる森彰一郎は郡山市在住で、1995年から福島県や宮城県でクラブパーティやライブを企画していた。大友からフェスティバルの企画を聞いたときに、森はフェスティバルではなくライブ配信を提案した。当時、森は郡山市で渋さ知らズオーケストラのライブ配信をUstreamで進めており、その利便性を知っていたのが理由だった。そこで大友は、Ustreamで配信していたDOMMUNEの主催・宇川に連絡をして協力が実現した。
当初は東京のスタジオから福島の情報を配信する案もあったが、福島からの発信でなければ東京のメディアと変わらないという指摘もあり、支局の開設となった。場所は郡山市のコミュニティFMであるKOCOラジの協力を得て、設立会見と同日の5月8日に第1回のライブ配信を行った。第1回の出演は、大友、和合の他に進行役として小川直人（せんだいメディアテーク）、ゲストに宇川、消しゴムはんこアーティストの浅野美紀、七尾旅人、レイ・ハラカミ、U-zhaanとなった。
フェスティバル当日のライブ配信も行い、福島テレビ、NHK、TBSなどが取材で撮影している各ステージの動画もスイッチングして配信した。途中で雨に見舞われたり、アクセスの集中で落ちたサーバーを復旧するなどのハプニングも起きた。フェスティバルの終了後も、福島からの情報を伝えるメディアとして活動している。

### 盆踊り
2013年から始まった盆踊りは、遠藤による提案がきっかけとなった。仮設住宅や避難先で、避難前の地域の曲を使った盆踊りがしばしば行われており、たとえば浜通りの相馬盆唄が中通りで流れるといったことがあった。遠藤はそうした祭りを見て感銘を受け、盆踊り企画を提案した。そこで「いろんな考えがあっていい」というプロジェクトの方針にもとづき、中心のない盆踊り会場をデザインし、大きさが異なる櫓を5つほど建てるという配置が考え出された。
大友は、当初は盆踊り企画に賛成ではなかった。しかし、アサノが作った会場イメージを見て面白いかもしれないと思った。また、遠藤が「ええじゃないか」を音頭にしたらどうかという提案をした時に、パンクな発想があると考えて前向きになっていった。地元がどこであろうと踊れる音頭として「ええじゃないか音頭」が作られ、納涼盆踊りのテーマ曲となった。レパートリーには、『あまちゃん』をモチーフにした「あまちゃん音頭」なども取り入れられた。盆踊りは、他のイベントに参加する際も行われるようになり、大風呂敷とともにフェスティバルのシンボルになっていった。

### 新型コロナウイルスの影響
新型コロナウイルスの世界的流行の影響により、2020年のフェスティバルFUKUSHIMA!は中止となった。2021年には、2月20日から3月14日にかけて福島市のOOMACHI GALLERYで展覧会「2011→2021→The Future is in our hands 未来はわたしたちの手で」を開催した。
第1回から10年目となる2021年、再び「四季の里」を会場にしてフェスティバルFUKUSHIMA!を開催した。会期は9月4日から10月17日にかけ、「越境する意志／The Will to Cross Borders」と題して展覧会を中心とする内容になった 。クロージングイベントはでは四季の里に大風呂敷が広げられ、パフォーマンスが行われた。11月13日から11月28日にかけて、展覧会「PROJECT FUKUSHIMA!2021→ 再生とその先へ Playback / Play Forward」を開催した。会場は福島市の古民家である如春荘で、10年間の軌跡を振り返りつつ次の10年間を展望する内容となった。

## 評価・影響

### 世界同時多発イベント
フェスティバルの開催日8月15日に連動して、同日または前後する日に各地でイベントが企画された。日本では全国70カ所で開催され、いわき市では同市出身のパーカッショニストであるASA-CHANGが「FUKUSHIMA! IWAKI!!」と題してじゃんがら念仏踊りに参加した。国外では、韓国、台湾、中国、シンガポール、タイ、アメリカ、アルゼンチン、ベリーズ、イギリス、フランス、ベルギー、オランダ、スウェーデンにある計17カ所の会場でイベントが行われ、この他にも公式が把握しない会場やUstreamでの配信が多数あった。

### 議論
フェスティバルの模様はテレビ局に取材され、『ETV特集』や『報道特集』でドキュメンタリー番組が放送された。ネットをはじめとして、福島県でのイベント開催については賛否両論が起きた。批判的な立場からは子供や若い女性を参加させた点を問題視する意見や、肯定する立場からは被災地で娯楽を求める権利や娯楽を生み出す権利を奪うのかという意見などがあった。
プロジェクトFUKUSHIMA!をめぐる議論には、福島県内の事情も影響していた。浜通り、中通り、会津は文化や被災の状況が異なるため、被災者がいる状況でのイベント開催への批判や、中通りのためだけのイベントと見なされてしまうこともあった。そうした議論がありつつも、当日は県内各所でイベントが開催された。

### 連携企画
映画館フォーラム福島は、2011年8月4日から6日に連携企画として「音楽家・大友良英を観る」を開催した。1990年代から2000年代の大友を撮ったドキュメンタリー『KIKOE』（岩井主税監督、2009年）や、大友と「音遊びの会」のドキュメンタリー『音の城♪音の海』（服部智行監督、2009年）が上映された。福島県内のアートプロジェクトにも影響を与え、2018年には清山飯坂温泉芸術祭が開催された。これは飯坂温泉の旅館「清山」を会場とし、増築を繰り返して迷路のようになった館内に作品を展示して、ミュージシャンによるライブやトークショーも開催された。和合の『詩の礫』は、吉永小百合や鶴田真由らによってもプロジェクト外のイベントで朗読された。
国を越えた共同プロジェクトとして、2012年には「And during that time, in Fukushima …」が行われた。5月から福島の日々の音を録音し、集まった音を用いて世界各地のアーティストが作曲をするというもので、フランス音楽研究グループ（INA GRM）、ラジオ・フランスのチャンネルフランス・ムジーク、webSYNradio、マルチメディア・ラボのAPO33などが支援した。
2013年以降は県外へのイベント参加も増え、特に盆踊りがレパートリーとなった。あいちトリエンナーレ2013に参加し、公募メンバーによる「オーケストラAICHI!」の演奏や、盆踊り、福島の子供たちの写真展示などが行われた。同年には、森美術館のスペシャルイベント「プロジェクトFUKUSHIMA!　53Fで盆踊り」にも参加した。2014年にはフジロックフェスティバルでもフェスティバルFUKUSHIMA!として盆踊りを行い、2014年から2017年にかけてはフェスティバル/トーキョーのオープニングイベント「フェスティバルFUKUSHIMA!@池袋西口公園」に参加した。2015年には豊田市美術館、2014年と2017年は、岐阜県多治見市の商店街の「フェスティバル FUKUSHIMA in TAJIMI!」や、札幌国際芸術祭の特別プログラムに参加した。
2015年に大友が始めた音楽祭のアンサンブルズ東京も、プロジェクトと連携して行われた。2018年のアンサンブルズには、『あまちゃん』で主役を演じたのんもゲスト参加した。

### 記録映画
美術家・映画監督の藤井光は、プロジェクトFUKUSHIMA!の設立時から活動を記録し、ドキュメンタリー映画『プロジェクトFUKUSHIMA!』（2012年）を発表した。この映画は2012年から日本各地でボランティアによって上映され、2014年と2016年にはシアトルでも上映された。